# 152 mm M1909/30
Il 152 mm M1909/30 (in russo: 152-мм гаубица обр. 1909/30 гг.) era un obice campale sovietico. Il pezzo era basato su un pezzo originariamente sviluppato dalla francese Schneider prima della Grande Guerra ed usato dall'Esercito imperiale russo come 152 mm M1909. Fu l'obice da 6 pollici più diffuso nell'Armata Rossa durante la seconda guerra mondiale.

## Storia

### Sviluppo e produzione

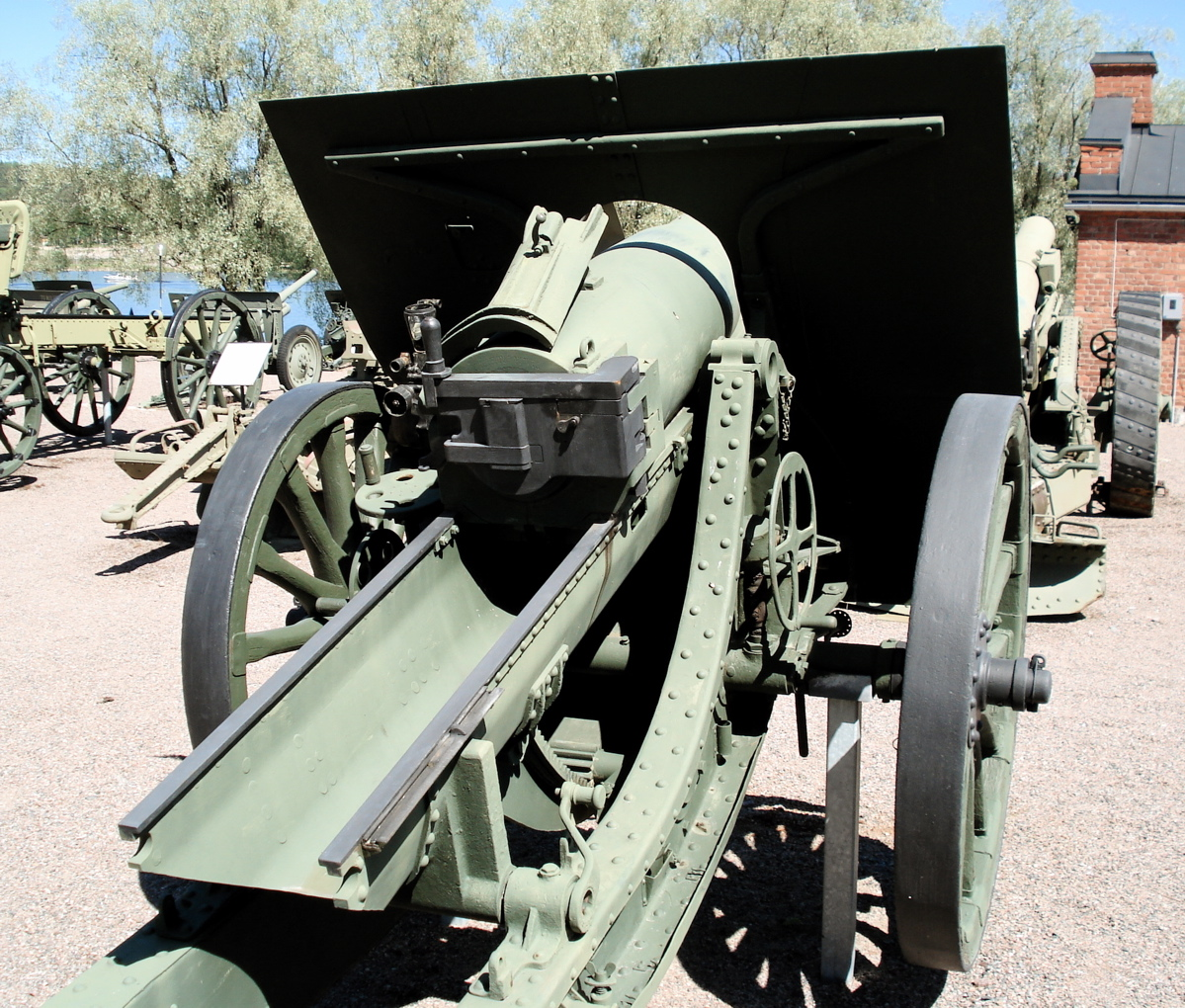
M1909/30, vista posteriore.

Dalla fine degli anni venti l'Armata Rossa cercò di aggiornare i suoi pezzi risalenti all'epoca zarista. Una delle armi modernizzate fu il 152 mm M1909, progettato da Schneider. Dopo una serie di esperimenti, si stabilì che la velocità alla volata poteva essere aumentata a 395 m/s; ulteriori incrementi potevano danneggiare l'affusto. Nel 1930, presso l'Impianto Bolshevik sul cannone venne sperimentato un freno di bocca.
Nel 1930-1931, l'Impianto Perm' sviluppò un progetto di modernizzazione. Inizialmente, l'unica modifica era l'allungamento della camera di scoppio a 340 mm. Nei pezzi realizzati nelle ultime fasi di produzione vennero introdotte altre modifiche minori nell'otturatore, nella culla e nel meccanismo di elevazione. Su alcuni pezzi le ruote in legno vennero sostituite da ruote in acciaio con pneumatici. L'arma modernizzata venne ufficialmente adottata dall'esercito come obice 152 mm M1909/30.
Il M1909/30 era un tipico obice a canna corta, destinato al tiro ad alti angoli di elevazione, da +20° a +41°, impiegante proietti separati. La bocca da fuoco aveva otturatore a vite interrotta, freno di sparo idraulico ed recuperatore idropneumatico, entrambi montati sotto alla canna. L'affusto a coda unica aveva ruote in legno senza sospensioni, con ridotto brandeggio della culla; nel 1937 alcuni pezzi ricevettero ruote in acciaio con gomme piene. Per il traino veniva agganciato ad un apposito avantreno.
Il M1909/30 era un limitato upgrade di un pezzo della Grande Guerra, che non risolse alcuni dei limiti strutturali del vecchio pezzo, quali la limitata velocità di traino sull'assale non ammortizzato, la limitata elevazione ed il limitatissimo brandeggio. La canna corta causava una limitata gittata, minore di quella del corrispondente obice tedesco 15 cm sFH 18, con 8,8 km contro 13,3 km. La bassa velocità alla volata ed il ridotto brandeggio rendeva l'arma inutilizzabile contro i mezzi corazzati.
D'altro canto, il M1909/30 era robusto ed affidabile, era relativamente leggero e poteva essere messo in batteria in soli 30-40 secondi. Queste caratteristiche che lo resero molto amato dai militari e, considerando che nel 1930 l'URSS non era pronta per lo sviluppo e la produzione di una moderna artiglieria, questa modernizzazione di vecchi cannoni rappresentò un ragionevole compromesso.
Dal 1931 al 1941 l'Impianto Perm' consegnò 2.188 pezzi.
| Produzione del M1909/30 |      |      |      |      |      |      |      |      |      |      |      |       |
| Anno                    | 1931 | 1932 | 1933 | 1934 | 1935 | 1936 | 1937 | 1938 | 1939 | 1940 | 1941 | Total |
| Pezzi prodotti          | 158  | 210  | 260  | 54   | 2    | 0    | 99   | 480  | 620  | 295  | 10   | 2,188 |

### Organizzazione ed impiego operativo

#### Armata Rossa

1 - Granata OF-530 HE/frammentazione,
2 - Granaata O-530 a frammentazione,
3 - Granata G-530 antibunker.

Nell'organigramma del 1939, ogni divisione allineava un reggimento obici con un battaglione di obici da 152 mm, su 12 pezzi. Il 1º giugno 1944, l'artiglieria di corpo d'armata schierava 192 obici di questo calibro. Anche la Riserva del Comando Generale dell'Armata Rossa schierava reggimenti obici su 48 pezzi e brigate obici pesanti su 32 pezzi, a volte organizzati in divisioni di artiglieria.
Il pezzo venne impiegato nella battaglia di Khalkhin Gol durante la guerra di confine sovietico-giapponese e durante la guerra d'inverno. Allo scoppio della guerra sovietico-tedesca, il M1909/30 era ancora il pezzo da 152 mm più diffuso nell'Armata Rossa: il 1º giugno 1941 erano in servizio circa 2.500 pezzi, circa il doppio degli esemplari del più moderno 152 mm M1938, presto uscito di produzione. Nonostante dal 1943 il M1909/30 venisse gradualmente rimpiazzato dal 152 mm M1943, esso era ancora in servizio alla fine della guerra.

#### Altri utilizzatori
Alcuni pezzi caddero nelle mani della Wehrmacht tra il 1941 ed il 1942. Questi pezzi di preda bellica vennero immessi in servizio come 15,2 cm sFH 445(r) principalmente con l'artiglieria costiera ed i tedeschi iniziarono la produzione delle munizioni.
L'Esercito finlandese catturò 14 pezzi durante la guerra d'inverno ed altri 85 durante la guerra di continuazione. Questi cannoni furono usati attivamente in combattimento. Rimasero in servizio in Finlandia come armi d'addestramento fino agli anni ottanta.

## Munizionamento
| Munizionamento disponibile                     |                 |             |                        |                           |             |
| Tipo                                           | Modello         | Peso, kg    | Peso carica, kg        | Velocità alla volata, m/s | Gittata, km |
| Proietti antibunker                            |                 |             |                        |                           |             |
| antibunker                                     | G-530 / G-530Sh | 40,0        | 5,1                    |                           |             |
| Proietti ad alto esplosivo ed a frammentazione |                 |             |                        |                           |             |
| HE-frammentazione, acciaio                     | OF-530          | 40,0        | 5,47-6,86              |                           |             |
| HE-frammentazione, ferro acciaioso             | OF-530A         | 40,0        | 5,66                   |                           |             |
| HE, obsoleta                                   | F-533           | 40,41       | 8,0                    |                           |             |
| HE, obsoleta                                   | F-533K          | 40,68       | 7,3                    |                           |             |
| HE, obsoleta                                   | F-533N          | 41,0        | 7,3                    |                           |             |
| HE, obsoleta                                   | F-533U          | 40,8        | 8,8                    |                           |             |
| HE, ferro acciaioso, obsoleta, francese        | F-534F          | 41,1        | 3,9                    |                           |             |
| HE per 152 mm M1931 (NM)                       | F-521           | 41,7        | 7,7                    |                           |             |
| HE, britannica per obice Vickers da 152 mm     | F-531           | 44,91       | 5,7                    |                           |             |
| Shrapnel                                       |                 |             |                        |                           |             |
| Shrapnel con miccia da 45 sec                  | Sh-501          | 41,16-41,83 | 0,5 (680—690 pallette) |                           |             |
| Shrapnel con miccia T-6                        | Sh-501T         | 41,16       | 0,5 (680—690 pallette) |                           |             |
| Proietti illuminanti                           |                 |             |                        |                           |             |
| Illuminante, 40 sec                            | S 1             | 40,2        |                        |                           |             |
| Proietti a caricamento chimico                 |                 |             |                        |                           |             |
| Frammentazione-chimica                         | OH-530          | 38,8        |                        |                           |             |
| Chimica                                        | HN-530          | 39,1        |                        |                           |             |